# بين أ. جونز
بين أ. جونز (بالإنجليزية: Ben A. Jones)‏ هو مدرب خيول أمريكي، ولد في 31 ديسمبر 1882 في بارنيل في الولايات المتحدة، وتوفي في 13 يونيو 1961.

## وصلات خارجية
- بين أ. جونز على موقع الموسوعة البريطانية (الإنجليزية)